# Agrostis juresii
Agrostis juresii é uma espécie de gramínea do gênero Agrostis, pertencente à família Poaceae.